# Anders Morgenthaler
Anders Morgenthaler, född 5 december 1972 i Köpenhamn, är en dansk serieskapare, regissör, animatör och barnboksförfattare. Han är utbildad vid Designskolen Kolding och Den Danske Filmskole i Köpenhamn.
Han är känd för att rita den danska skämtteckningen Wumo, som också blev ett tv-program, tillsammans med Mikael Wulff. Han har också regisserat den animerade filmen Äpplet & Masken (2009).